# Arremon aurantiirostris
Arremon aurantiirostris е вид птица от семейство Овесаркови (Emberizidae).

## Разпространение
Видът е разпространен в Белиз, Гватемала, Еквадор, Колумбия, Коста Рика, Мексико, Никарагуа, Панама, Перу и Хондурас.